# Puntstaarttiran
De puntstaarttiran (Culicivora caudacuta) is een zangvogel uit de familie Tyrannidae (tirannen).

## Verspreiding en leefgebied
Deze soort komt voor van westelijk Bolivia tot centraal Brazilië en zuidelijk tot noordoostelijk Argentinië.

## Status
De grootte van de populatie wordt geschat op 10.000-20.000 volwassen vogels. Aangenomen wordt dat de soort snel in aantal achteruitgaat door habitatverlies. Op de Rode lijst van de IUCN heeft deze soort de status kwetsbaar.